# Општина Ракитова (Хунедоара)
Ракитова (рум. Răchitova) општина је у Румунији у округу Хунедоара.
Oпштина се налази на надморској висини од 578 m.